# Sal de N-oxoamonio

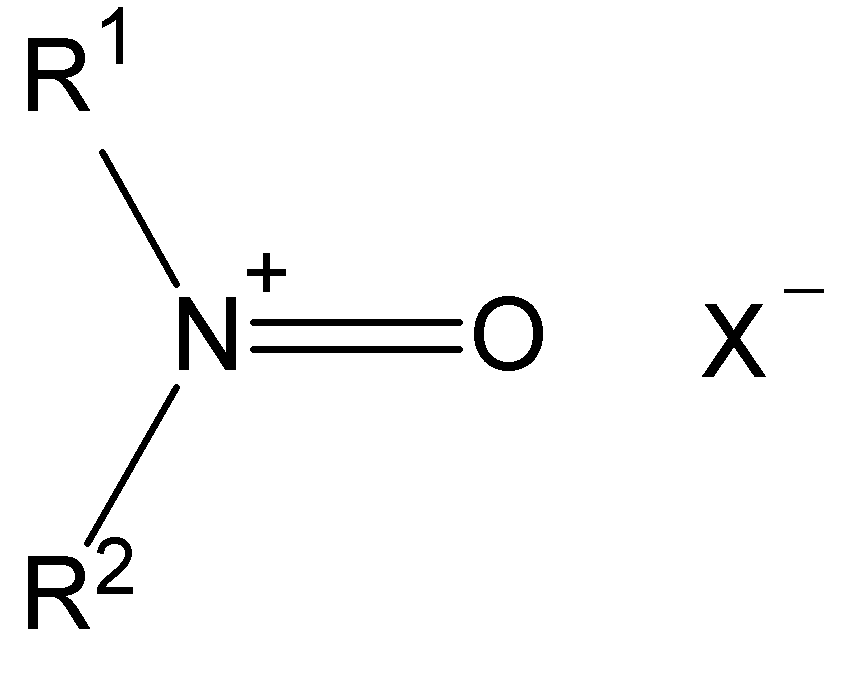
Estructura de una sal de N-oxoamonio típica.

En química orgánica, las sales de N-oxoamonio son una clase de compuestos orgánicos que comparten un grupo funcional con la estructura general R1R2N+=O X-, donde X- es el contraión. La sal de N-oxoamonio de TEMPO es utilizada para la oxidación de alcoholes a grupos carbonilo.
- Datos: Q6951391